# Rosalie (Dominique)
Pour les articles homonymes, voir Rosalie.
Rosalie est une ville de la Dominique, située dans la paroisse de Saint-David.